# شیلو (شهر کتاب مقدس)
شیلو (عبری: שִׁלֹה, שִׁלוֹ ,שִׁילֹה, שִׁילוֹ‎، آوانگاری: Šilo) شهر و پناهگاه باستانی در سامریه بود. طبق کتاب مقدس عبری، شیلو یکی از مراکز اصلی عبادت اسرائیلیان در دوران پیش از سلطنت، قبل از ساخته شدن اولین معبد (هیکل سلیمان) در اورشلیم بود. پس از فتح کنعان توسط اسرائیل، خیمه (میشکان) به شیلو منتقل شد و در دوره قضات کتاب مقدس در آنجا باقی ماند.